# Rafael Castro Machado
Rafael Castro Machado (Cumaná, Estado de Sucre, Venezuela; 6 de febrero de 1913) es un profesor venezolano. Sus padres fueron José Ventura Castro y Eugenia Machado.

## Sus Estudios
El colegio primario lo inició en su Cumaná natal, para culminarlos en Carúpano (ubicado a 120 km de Cumaná). La educación secundaria la realizó en el Colegio Federal de Cumaná, dirigido en aquel entonces por Dionisio López Orihuela. Compartió estudios con quienes luego se convertirían en sus amigos: Alejandro Valera, Pedro Luis Dúcharne, Manuel Peñalver, Anita Hernández y Laureano Emilio Frontado, entre otros. En 1935 se graduó de Bachiller, siendo ese su único título ya que no pudo tomar estudios universitarios dada la precaria condición económica de su familia.

## Activismo
Aquella época estaba signada por grandes dificultades, con un régimen de gobierno dictatorial, una economía agrícola de subsistencia, pocos centros educativos, un incipiente servicio de asistencia médica sanitaria, la población mayoritariamente campesina era diezmada por enfermedades epidémicas y endémicas. El conocimiento y vivencia de esa realidad influyeron en el pensamiento de Rafael Castro Machado quien se identificaría con las luchas de los trabajadores de la ciudad y el campo por los derechos políticos y socioeconómicos de la población. A través del Partido Comunista de Venezuela (PCV), del cual fue miembro fundador en Sucre, logró ser uno de los dirigentes fundamentales en la lucha clandestina contra el "Gomecismo". Fundó sindicatos agrícolas y movimientos cooperativistas en Cumaná, Cariaco, El Tacal y otras comunidades del Estado de Sucre.
También luchó contra el régimen dictatorial de Marcos Pérez Jiménez (1949 -1958) y formó parte de la Junta Patriótica de Cumaná que promovió el derrocamiento del dictador.
Con el naciente sistema democrático, ejerció el cargo de síndico procurador en el municipio Sucre; desde esa posición cooperó para la creación del Asilo de Ancianos San Vicente de Paúl, asignación de los terrenos donde se edificaría la Universidad de Oriente.
Fue miembro de la Comisión Pro Adquisición de la Casa Natal de Andrés Eloy Blanco y de la Comisión Pro Adquisición de la Bomba de Cobalto para el Estado Sucre y otras obras significativas.

## Docencia
Se dio a la docencia, dando clases de Formación Moral y Cívica, Geografía e Historia de Venezuela y Geografía Universal en el Liceo José Silverio González, en el Instituto de Comercio Emilio Berrizbeitia, en el Colegio San José y también en el  Instituto Santa Inés, en el cual ejerció durante los últimos 16 años de su vida. Solía decir a sus alumnos: 

Ustedes serán el mañana y, por lo tanto, deben estudiar para poder luchar contra todo aquello que se interponga en su camino.

[cita requerida]

## Vida personal
Estuvo casado con Carmen Locadia Rosales Gómez, su esposa desde 1940, y sus hijos fueron Maritza,Francis, Engels, Zarina, Rafael.
- Datos: Q6097145